# Droits LGBT aux Émirats arabes unis

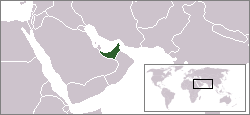
Émirats arabes unis.

Les Émirats arabes unis incluent les émirats de Abou Dabi, Ajman, Charjah, Dubaï, Fujaïrah, Ras el Khaïmah et Oumm al Qaïwaïn. Les relations sexuelles en dehors du mariage hétérosexuel traditionnel y sont considérées comme un crime et les châtiments vont de l'amende, de l'emprisonnement, ou de la déportation, à la peine de mort.

## Code pénal fédéral
L'article 354 du Code pénal fédéral déclare que « Quiconque commet un viol sur une femme ou une sodomie avec un homme sera puni de mort ». Étant donné que les traductions du texte arabe sont contestées, il est généralement admis qu'il s'agit d'une prohibition du viol, et peut-être aussi de la sodomie consentie. 
Le Code pénal fédéral ne remplace pas le système légal de chaque émirat, à moins que ce dernier ne soit contraire à la loi fédérale, auquel cas la charia prévaut. Ainsi, une personne peut être accusée de ce crime sous le code pénal fédéral, ou sous le code pénal national.

## Abou Dabi
L'article 80 du code pénal d'Abou Dabi sanctionne la sodomie d'une peine de prison pouvant aller jusqu'à quatorze ans. 

## Dubaï
L'article 177 du code pénal de Dubaï impose l'emprisonnement jusqu'à dix ans pour sodomie consentie. En 2005, la police a fait une rafle dans une fête privée, où elle a arrêté une douzaine d'hommes pour crime d'homosexualité, travestissement. Un traitement hormonal a été suggéré pour « guérir » ces hommes et réduire leur peine de prison.
Onze des hommes arrêtés ont écopé de cinq ans de prison, et les quinze autres attendent leur condamnation. La fête privée a parfois été décrite comme un mariage homosexuel, et une enquête a été menée sur l'un des officiers de police, pour en avoir diffusé des images prise avec son téléphone portable.
Un influenceur français, Ibrahim Godin, a été expulsé le 10 mai 2022 de l'aéroport de Dubaï, aux Émirats arabes unis, pour « diffamation publique en raison de l'orientation sexuelle ». Après l'expulsion, le 31 mai 2022, Godin a déposé une plainte en France pour ce qu'il a enduré à Dubaï, présenté comme un paradis pour les stars des réseaux sociaux depuis plusieurs années,,.
Certains comportements sexuels consentis peuvent toujours donner lieu à des poursuites au titre de l’article 356 du Code pénal émirien, qui rend passible d’une peine minimale d’un an d’emprisonnement l’« atteinte consentie à l’honneur ». Cette disposition peut être utilisée pour réprimer des relations extraconjugales et des activités sexuelles entre personnes de même sexe. Elle est également parfois utilisée pour poursuivre des travailleuses migrantes qui ont donné naissance à un enfant hors mariage, ce qui contraint ces mères à purger une peine de prison avant d’être autorisées à quitter le pays.